# ラナップ
株式会社ラナップ（英文社名RUNUP Co.,Ltd.）は、音響機器やソフトウェアの企画・流通を行っている日本の企業。

## 概要
1991年設立。主として音響機器やDTM関連ソフトウェア・ハードウェアの企画・開発と販売。パーソナルコンピューターを中心とするソフトウェア開発。電子機器、電子部品、周辺機器、ゲームアクセサリなどハード関連商品の販売。
【業務特徴】DTMソフト、サンプリング集、VOCALOID、ソフトシンセ、MIDIキーボード、オーディオインターフェイス等のコンピューターミュージック関連商品。オーディオ関連機器、ビジネスソフト、ネット関連アプリケーション、教育ソフト全般。法人向けソフトウェアの企画・開発と販売。

## 事業所
- 本社：兵庫県尼崎市武庫之荘1丁目2番地15号 ハイステージ武庫之荘B棟2階
- 東京支店：東京都千代田区三崎町3丁目2番地16号 三弘ビル2階